# 日经亚洲评论

《日经亚洲评论》2019年12月19日一期封面

《日经亚洲评论》是日本经济新闻社拥有的一份英文周刊。

## 简介
2013年11月，《日经亚洲评论》创刊，取代了原先的《日经周刊》（Nikkei Weekly）与nikkei.com英文版。据时任日本经济新闻社社长暨执行长喜多恒雄称，《日经亚洲评论》将“从亚洲的观点出发进行报导评论，促成亚洲的持续成长，加强读者对于亚洲的全面性了解，并促使亚洲在区域性与全球性的联系更为紧密”。